# Justin Kurzel
Justin Dallas Kurzel (nascut el 3 d'agost de 1974) és un guionista i director de cinema australià.

## Primers anys
Kurzel va néixer a Gawler (Austràlia Meridional) amb una família d'arrels immigrants, el seu pare procedent de Polònia i la seva mare de Malta. El seu germà petit, Jed Kurzel, és un músic de blues que ha enregistrat la majoria de les pel·lícules de Justin. Kurzel està casat amb l'actriu Essie Davis.

## Carrera
El 1999 fou guardonat amb el Mike Walsh Fellowship. Va debutar amb el curtmetratge australià Blue Tongue (2004). El seu primer llargmetratge va ser Snowtown (2011), amb el que va guanyar el Premi AACTA a la millor direcció. Tot i que controvertida per la seva violència, la pel·lícula va ser elogiada generalment i manté un 84% a Rotten Tomatoes amb el consens de la crítica: "És una prova de resistència desoladora i brutal, però per als espectadors amb la força i la paciència per arribar al final, Snowtown ho farà. demostrar una experiència de visió infreqüent."
La seva adaptació el 2015 del clàssic de Shakespeare Macbeth va ser seleccionada per competir a la Palma d'Or al 68è Festival Internacional de Cinema de Canes.
El 2016 Kurzel va dirigir Assassin's Creed (2016), basada en la franquícia del videojoc del mateix nom.
Kurzel va dirigir True History of the Kelly Gang el 2018, adaptada de la novel·la del mateix títol de Peter Carey guanyadora del Man Booker Prize de 2001, escrit des del punt de vista del llegendari foragitat australià Ned Kelly. La pel·lícula es va estrenar al Festival Internacional de Cinema de Toronto i s'estrenarà als cinemes australians el 2020.
Kurzel dirigirà diversos episodis de l'adaptació televisiva d'Apple TV de la novel·la Shantaram del 2003.

## Filmografia
| Any  | Títol                          | Notes |
| ---- | ------------------------------ | --- |
| 2004 | Blue Tongue                    | Curtmetratge |
| 2006 | You Am I: Friends Like You     | Vídeo musical |
| 2011 | Snowtown                       | Premi AACTA al millor director Film Critics Circle of Australia Award al millor director Nominat—Inside Film Award al millor director                             |
| 2013 | The Turning                    | Episodi: "Boner McPharlin's Moll" Nominat al Premi AACTA al millor director                                                                                       |
| 2015 | Macbeth                        | Nominat—Premis British Independent Film al millor director d'una pel·lícula independent britànica Nominat —Festival Internacional de Cinema de Canes – Palms d'Or |
| 2016 | Assassin's Creed               | |
| 2019 | True History of the Kelly Gang | |